# David Maves
David W. Maves (Salem, 3 april 1937) is een Amerikaans componist, muziekpedagoog en slagwerker.

## Levensloop
Maves studeerde compositie bij Homer Keller aan de Universiteit van Oregon in Eugene en behaalde zijn Bachelor of Music in 1961. Later studeerde hij aan de Universiteit van Michigan in Ann Arbor bij Ross Lee Finney en Leslie Bassett. Zijn studies voltooide hij aan dezelfde universiteit en promoveerde in 1971 tot Ph.D. (Philosophiæ Doctor). In 1964 ontving hij een studiebeurs en werd huiscomponist van de Ford Foundation in Raleigh. 
Als docent werkte hij aan de Universiteit van Michigan in Ann Arbor, aan de Duke University in Durham en aan het College of Charleston.
De componist Maves heeft meer dan 200 werken voor verschillende genres op zijn naam staan. Hij ontving meerdere American Society of Composers, Authors and Publishers (ASCAP) awards en twee Sigma Alpha Iota Inter-American Awards. Hij was meerdere jaren codirecteur van het Spoleto Festival USA in Charleston.

## Composities

### Werken voor orkest

#### Symfonieën
- Symfonie nr. 1
- Symfonie nr. 2
- Symfonie nr. 3
- Symfonie nr. 4
- Symfonie nr. 5
- Symfonie nr. 6

#### Concerten voor instrumenten en orkest
- 1981 Concert, voor orgel en (barok)orkest
- 1983 Concert, voor twee piano's en orkest
- Concert, voor piano en orkest
- Concert, voor gitaar en orkest

#### Andere werken voor orkest
- Homage to Stravinsky
- No, Nonet, voor piano en orkest
- Overture to an Opera

### Werken voor harmonieorkest
- 1974 Concert, voor slagwerk en harmonieorkest
- Five Moments from a Spring Day, voor harmonieorkest
- March with Sleighbells "South Carolina Skip Step March"
- McCrary Variations
- Symfonie nr. 1, voor harmonieorkest
- Toccata, voor harmonieorkest

### Muziektheater

#### Opera's
| Voltooid in | titel                           | aktes | première | libretto              |
| ----------- | ------------------------------- | ----- | -------- | --------------------- |
| 1992        | Bodas de Sangre (Blood Wedding) |       |          | Federico García Lorca |

### Vocale muziek

#### Cantates
- 1965 The Legend of Befana, kerstcantate voor kinderkoor en orkest

#### Werken voor koor
- 1962 rev.2005 Jubilate, voor gemengd koor en piano (vierhandig)
- 1962 Psalm 134, voor gemengd koor
- 1963 Psalm 67, voor gemengd koor
- 1965 The Owl and the Nightingale, voor kinderkoor
- 1966 Three Children's Choral Songs, voor kinderkoor
- 1976 A Bestiary, voor vierstemmig vrouwenkoor (SSAA) en twee slagwerkers
- 2002 Fanfare for a Convocation, voor gemengd koor en koperoctet (4 hoorns, 2 trompetten, trombone en tuba)

#### Liederen
- 1965 Three Songs of Affirmation, voor sopraan en piano
- 1976 Woman's Songs, voor sopraan en piano
- 1998 4 Greek Songs, voor sopraan en gitaar
- 2003 The Four Short Seasons of Love, voor sopraan en piano
- 2005 Sea Shanty, voor sopraan en houtblazerkwartet (dwarsfluit, hobo, klarinet en fagot)

### Kamermuziek
- 1963 Fantasy, voor cello en slagwerk
- 1965 Sonate, voor viool en piano
- 1969 Oktoechos, voor klarinet, hoorn en slagwerker
- 1974 D to A, voor trombone en computerklanken
- 1974 Koperkwintet nr. 1
- 1998 Onomatopoeia, voor althobo en orgel
- 1998 Three Studies, voor trompet en orgel
  1. Annunciation
  2. Enunciation
  3. Denunciation
- 1999 Prelude, voor dwarsfluit en gitaar
- 2002 Climbing the Ladder, voor trompet en piano
- Koperkwintet nr. 2
- Koperkwintet nr. 3
- Retrieval, voor dwarsfluit (ook: piccolo), hobo, klarinet, trompet, viool, slagwerk en piano

### Werken voor orgel
- 1984 rev.2002 Orgelsymfonie
- 1994 Toccata
- 1998 Procession with Vistas
- 2001 rev.2003 Organ Prelude

### Werken voor piano
- 1964 Duet, voor piano vierhandig
- 1973 Sonate nr. 1
- 1978 Sonate nr. 2
- 1983 Music for Two Pianos, voor twee piano's
- 1984 Through a Mountain Meadow
- 1993 Sonate nr. 3
- 1994 Sonate nr. 4

### Werken voor slagwerk
- 1976 Sonata, voor pauken